# Катерица на Санборн
Катерицата на Санборн (Sciurus sanborni) е вид бозайник от семейство Катерицови (Sciuridae).

## Разпространение
Видът е разпространен в Перу.